# روابط ارمنستان و اتحادیه اروپا
ارمنستان و اتحادیهٔ اروپا طی سال‌ها روابط مثبت داشته‌اند. روابط دو طرف از طریق توافق‌نامهٔ مشارکت جامع و پیشرفته‌ای است که در سال ۲۰۱۷ به امضا رسیده‌است. آقای ادوارد نالبندیان، وزیر امور خارجهٔ پیشین ارمنستان ابراز اطمینان کرد که توافق‌نامهٔ همکاری مشترک «صفحهٔ جدیدی را در روابط اتحادیهٔ اروپا و ارمنستان» خواهد گشود. در حالی که نمایندهٔ عالی اتحادیهٔ اروپا در امور خارجه و سیاست‌های امنیتی، فدریکا موگرینی در ژوئن سال ۲۰۱۹ به این نتیجه رسیده‌است که روابط ارمنستان و اتحادیهٔ اروپا در سطح «عالی» قرار دارد.

## روابط ارمنستان و اتحادیهٔ اروپا
موافقتنامهٔ مشارکت و همکاری (PCA) (امضا شده در سال ۱۹۹۶ و از سال ۱۹۹۹ به اجرا درآمده است) به عنوان چارچوب قانونی برای روابط دوجانبهٔ اتحادیهٔ اروپا و ارمنستان است. از سال ۲۰۰۴، ارمنستان و دیگر کشورهای قفقاز جنوبی بخشی از سیاست همسایگی اروپا (ENP) بوده‌اند. یک برنامهٔ اقدام ENP برای ارمنستان در ۲ مارس ۲۰۰۵ منتشر شد، «مناطق حائز اهمیتی که همکاری‌های دو جانبه می‌توانند به طرزی مقتضی و ارزشمند تقویت شوند.» این طرح «اولویت‌های مشترک مشخص شده در مناطق منتخب را برای پنج سال آینده» تعیین می‌کند. در نوامبر ۲۰۰۵، مشاورهٔ رسمی در مورد برنامهٔ اقدام در ایروان افتتاح شد. با این حال، اکثر محققان و مفسران از اثربخشی ENP در تسهیل اهداف اصلاحات مندرج در برنامه اقدام، به ویژه در رابطه با دموکراسی، فساد و تعامل جامعه مدنی انتقاد کرده‌اند. فارغ از این، در ۱۲ ژانویه ۲۰۰۲، پارلمان اروپا خاطر نشان کرد که ارمنستان و گرجستان ممکن است در آینده وارد اتحادیهٔ اروپا شوند، زیرا هر دو کشور اروپایی محسوب می‌شوند. ارمنستان در سال ۲۰۰۹ وارد مشارکت شرقی اتحادیه اروپا شد. افزون‌بر این، ارمنستان یک کشور عضو مجمع پارلمانی یورونست، شورای اروپا است و در میان برنامه‌ها و معاهدات مختلف اروپایی دیگر مانند کنوانسیون فرهنگی اروپا، منطقهٔ آموزش عالی اروپا و دادگاه حقوق بشر اروپا نیز مشارکت می‌کند.
ارمنستان و اتحادیهٔ اروپا مذاکره دربارهٔ توافقنامهٔ انجمن، که شامل یک توافقنامهٔ گسترده و جامع تجارت آزاد بود، برای جایگزینی PCA قدیمی در ژوئیهٔ ۲۰۱۰ آغاز کردند. در نوامبر ۲۰۱۲، کمیسر اتحادیهٔ اروپا برای گسترش و سیاست همسایگی اروپا، اشتفان فول، اظهار داشت که مذاکرات AA می‌تواند تا نوامبر ۲۰۱۳ نهایی شود. مرکز جدید اتحادیهٔ اروپا در ارمنستان که به مرکز ارتباطات اتحادیهٔ اروپا تبدیل شده‌است، در ۳۱ ژانویهٔ ۲۰۱۳ رسماً در مرکز ایروان افتتاح شد. با این حال، در ۳ سپتامبر ۲۰۱۳ ارمنستان تصمیم خود را برای پیوستن به اتحادیهٔ اقتصادی اوراسیا اعلام کرد. به گفتهٔ سیاستمداران اتحادیهٔ اروپا، عضویت ارمنستان در اتحادیهٔ گمرک اوراسیا با توافق‌های مذاکره شده با اتحادیهٔ اروپا ناسازگار خواهد بود. رئیس‌جمهور ارمنستان سرژ سارگسیان در جلسهٔ مجمع نمایندگان پارلمان شورای اروپا در ۲ اکتبر ۲۰۱۳ اظهار داشت که ارمنستان در اجلاس مشارکت شرقی نوامبر ۲۰۱۳ در ویلنیوس، بدون امضای بخش عمیق و جامع تجارت آزاد از توافقنامه آمادهٔ امضای AA بود. با عضویت ارمنستان در اتحادیهٔ گمرک اوراسیا مغایرت دارد. یک سخنگوی کمیسر اتحادیهٔ اروپا، به نام فول، چند روز بعد در پاسخ گفت: «هیچ سندی مربوط به ارمنستان-اتحادیهٔ اروپا برای امضاء در اجلاس ویلنیوس آماده نشده‌است» و «ما سعی داریم براساس دستاوردهای موجود مسیرهایی را برای همکاری بیشتر با ارمنستان پیدا کنیم.» این توسط سایر مقامات اتحادیهٔ اروپا که این اظهارات را تکرار کردند، دنبال شد. هیچ AA در نهایت در این اجلاس معرفی نشده‌است. در دسامبر سال ۲۰۱۳، سفیر لهستان در ارمنستان گفت که اتحادیهٔ اروپا و ارمنستان در مورد توافق دوجانبهٔ کم‌اهمیت‌تر دربارهٔ روابط خود گفت‌وگو می‌کنند، و «این احتمال را رد نمی‌کنند که ممکن است توافقنامه ارتباطی به شکلی متفاوت باشد». در ژانویهٔ سال ۲۰۱۵، کمیسر اتحادیهٔ اروپا در مورد سیاست و همسایگی اروپا در منطقه، یوهانس هان اظهار داشت که اتحادیهٔ اروپا مایل به امضای یک قانون اساسی اصلاح شده بدون مقررات تجارت آزاد است. مذاکرات در دسامبر ۲۰۱۵ آغاز شد.
صرف نظر از کمیت تجارت ارمنستان با کشورهای اتحادیهٔ اروپا و اتحادیهٔ اوراسیا (روسیه، بلاروس و قزاقستان)، این کشور برای امنیت خود به روسیه متکی است. اتحاد ارمنستان با روسیه و عضویت در سازمان پیمان امنیت جمعی، به عنوان نقطهٔ مقابل هزینه‌های نظامی جمهوری آذربایجان محسوب می‌شود که برای خریداری تانک، توپ توپخانه و راکت‌انداز به ارزش میلیاردها دلار آمریکا در سال ۲۰۱۱ از روسیه، ۲۰۱۳ و ۲۰۱۳ اقدام کرده‌است. این امر توسط ارمنستان به عنوان تهدید تلقی می‌شود زیرا جنگ قره‌باغ (درگیری مسلحانه بین سال‌های ۱۹۹۱ تا مهٔ ۱۹۹۴ بین ارمنستان و آذربایجان) حل نشده‌است. روسیه (همچنین) در ارمنستان از حضور نظامی برخوردار است، پایگاه نظامی ۱۰۲ روسیه یک پایگاه فعال است که در شهر گیومری واقع شده‌است.
در تاریخ ۲۴ فوریهٔ ۲۰۱۷، تیگران سارگسیان، رئیس کمیسیون اقتصادی اوراسیا اظهار داشت که موضع ارمنستان همکاری با اتحادیهٔ اروپا و اتحادیهٔ اقتصادی اوراسیا است. سارگسیان افزود: گرچه ارمنستان بخشی از اتحادیهٔ اوراسیا است، اما توافقنامهٔ تجدید نظر انجمن اتحادیهٔ اروپا بین ارمنستان و اتحادیهٔ اروپا به زودی نهایی می‌شود.
در تاریخ ۲۷ فوریهٔ ۲۰۱۷ اتحادیهٔ اروپا و ارمنستان توافق جدیدی را در مورد تعمیق روابط سیاسی و اقتصادی خود نهایی کردند. رئیس‌جمهور ارمنستان، سرژ سارگیسیان، در بروکسل با دونالد توسک رئیس‌جمهور شورای اروپا و دیگر مقامات عالی‌رتبه دیدار و گفت‌وگو کرد. توافق جدید مشارکت جامع و پیشرفته‌ای را گسترش خواهد داد و به گسترش دامنهٔ روابط بین اتحادیهٔ اروپا و ارمنستان خواهد انجامید، یک توافقنامه بین ارمنستان و همهٔ کشورهای عضو اتحادیهٔ اروپا در ۲۴ نوامبر ۲۰۱۷ به امضا رسیده‌است.

### تحولات سال ۲۰۱۷
در تاریخ ۳ آوریل ۲۰۱۷، نخست‌وزیر ارمنستان، کارن کاراپتیان گفت که ارمنستان تمایل دارد به پلی بین اتحادیهٔ اروپا، اتحادیهٔذاوراسیا و سایر بلوک‌های اقتصادی تبدیل شود. وی همچنین گفت عضویت ارمنستان در اتحادیهٔ اوراسیا تأثیری در روابط فزآیندهٔ آن با اتحادیهٔ اروپا نخواهد داشت.
اتحاد سیاسی جدید در ارمنستان، متشکل از چند حزب طرفدار غربی، اقدام به مخالفت با ادغام بیشتر در اتحادیهٔ اوراسیا کرده و متعهد شده که در انتخابات پارلمان ارمنستان در سال ۲۰۱۷، به دنبال توافقنامهٔ تجارت آزاد با اتحادیهٔ اروپا باشد. پس از برگزاری انتخابات سال ۲۰۱۷، مایا کوسیجانیک سخنگوی سرویس اقدام خارجی اروپا اظهار داشت که اتحادیهٔ اروپا به آینده‌ای پایدار، دموکراتیک و مرفه برای ارمنستان متعهد است و اتحادیهٔ اروپا گفت‌وگوی سیاسی را تقویت می‌کند و به حمایت از اصلاحات اقتصادی و اجتماعی در ارمنستان ادامه می‌دهد. در همین حال، رئیس‌جمهور ارمنستان، اظهار داشت که ارمنستان در طی سخنرانی انتخاباتی به دنبال ایجاد روابط قوی‌تر با روسیه و اتحادیهٔ اروپا است.
در تاریخ ۱۲ آوریل ۲۰۱۷، وزیر امور خارجهٔ ارمنستان، ادوارد نالبندیان در نشست مشارکت شرقی اتحادیه اروپا و گروه ویسگراد در ورشو، لهستان حضور یافت. وزیر امور خارجه بر اهمیت مشارکت شرقی و روابط ارمنستان با اتحادیهٔ اروپا تأکید کرد. وی با اشاره به اهمیت اتصال به قارهٔ اروپا، از آغاز مذاکرات در مورد آزادسازی ویزا، از تصمیم گسترش شبکه‌های حمل و نقل بین قارهٔ اروپا به کشورهای مشارکت شرقی و پیشرفت ارمنستان در پیوستن به منطقه حمل و نقل هوایی مشترک اروپا استقبال کرد. وی همچنین از اتحادیهٔ اروپا و بانک سرمایه‌گذاری اروپا بخاطر بودجه ساختن بزرگراه‌های مدرن و پاسگاه‌های مرزی با گرجستان تشکر کرد. وزیر امور خارجه اظهار داشت: ارمنستان کشوری است که به توسعه روابط خود با اتحادیه اروپا، «کشورهای شراکت شرقی اروپا» و اعضای اتحادیهٔ اوراسیا برای رشد و توسعهٔ اقتصادی خود تمایل دارد.
در ماه مهٔ سال ۲۰۱۷، هیئت کمیتهٔ امور خارجهٔ پارلمان اروپا با رئیس‌جمهور ارمنستان در ایروان دیدار کرد. رئیس‌جمهور با ابراز خرسندی گفت که در سال‌های اخیر ارمنستان پیشرفت چشمگیری در روابط با اتحادیهٔ اروپا به ثبت رسانده‌است. وی همچنین اظهار داشت که این کشور مایل به گسترش همکاری‌های موجود با اتحادیهٔ اروپا در همهٔ زمینه‌های ممکن است. در همین حال، رئیس پارلمان ارمنستان اظهار داشت که اتحادیهٔ اروپا یکی از شرکای اصلی ارمنستان باقی مانده‌است و همکاری با اتحادیهٔ اروپا بر اساس یک سیستم ارزش مشترک، در این جلسه مطرح شده‌است.
در آگوست ۲۰۱۷، «اتحاد راه بیرون»؛ بعنوان یک اتحاد سیاسی لیبرال در ارمنستان ظاهر شد و اعلام کرد که پیوستن به اتحادیهٔ اوراسیا برای ارمنستان یک اشتباه جدی است. رهبران حزب اظهار داشتند که بحث در مورد خروج از اتحادیهٔ اوراسیا در دستور کار اتحاد قرار خواهد گرفت. این اتحاد یک جهت‌گیری طرفدار اروپایی دارد و معتقد است که ارمنستان باید به جای پیوستن به اتحادیهٔ اوراسیا توافقنامهٔ عضویت با اتحادیهٔ اروپا را امضا می‌کرد.

### تحولات سال ۲۰۱۸
به عنوان نتیجهٔ انقلاب مخملی ارمنستان سال ۲۰۱۸، نخست‌وزیر ارمنستان سرژ سارگیسیان در ۲۳ آوریل اعلام کرد که برای حفظ صلح در ارمنستان به دنبال اعتراضات روزانه استعفا خواهد داد. اتحادیهٔ اروپا ماهیت صلح آمیز این تغییرات را تحسین کرد. در حالی که رهبر مخالفان نیکول پاشینیان از موضع خنثی و روابط مثبت ارمنستان با اتحادیهٔ اروپا و روسیه دفاع می‌کردند. پاشینیان در ادامه اظهار داشت که اگر وی نخست‌وزیر شود، روابط با اتحادیهٔ اروپا را عمیق‌تر می‌کند و تمام تلاش ممکن را برای شهروندان ارمنستان انجام می‌دهد تا بدون ویزا به منطقهٔ شنگن دسترسی پیدا کنند. با این حال، پاشینیان تأیید کرد که علی‌رغم بحث‌های پیشین که عضویت ارمنستان را زیر سؤال می‌برد، عضویت ارمنستان را از اتحادیهٔ اوراسیا خارج نمی‌کند.
پس از انتخابات پارلمانی ارمنستان ۲۰۱۸، نیکول پاشینیان به عنوان نخست‌وزیر ارمنستان منصوب شد. پاشینیان در نخستین سخنرانی خود به عنوان نخست‌وزیر، اظهار داشت که ارمنی‌ها سزاوار سفر آزادانه در اروپا هستند. فدریکا موگرینی، رئیس امور خارجهٔ اتحادیهٔ اروپا رهبر جدید را تبریک گفت.
در همین حال، ارمنستان روشن به عنوان یک حزب مخالف رسمی ظاهر شد و به سومین حزب بزرگ در مجلس ملی تبدیل شد. ادمون ماروکیان، رهبر ارمنستان روشن، اظهار داشت که اگر ارمنستان باید عضویت خود در اتحادیهٔ اوراسیا را ادامه دهد، حتی به ضرر منافع ملی، حزب روشن ارمنستان به عنوان مخالف عمل خواهد کرد و خواستار این است که اقدام‌های لازم در مورد خروج ارمنستان از اتحادیهٔ اوراسیا و آغاز نخستین مراحل مذاکرات الحاق اتحادیهٔ اروپا بدون تأخیر انجام شود.

## گفت‌وگوی آزادسازی ویزا
از سال ۲۰۱۳، شهروندان اتحادیهٔ اروپا از سفر بدون ویزا به ارمنستان لذت می‌برند.
در ۱۵ مارس ۲۰۱۷، سرژ سارگیسیان رئیس‌جمهور پیشین ارمنستان اعلام کرد که ارمنستان در حال حاضر در تعدادی از توافق‌ها و برنامه‌های اتحادیهٔ اروپا شرکت می‌کند و اتحادیهٔ اروپا شریک مهمی است. وی همچنین اعلام کرد که ارمنستان به زودی مذاکرات خود را با اتحادیهٔ اروپا دربارهٔ برقراری سفر بدون ویزا برای شهروندان ارمنی به منطقهٔ شنگن اتحادیهٔ اروپا آغاز خواهد کرد. در همین حال، پیوتر سیتالسکی سفیر و رئیس نمایندگی اتحادیهٔ اروپا در ارمنستان اظهار داشت: برنامهٔ اقدام برای آغاز آزادسازی ویزا بین ارمنستان و اتحادیهٔ اروپا در دستور کار اجلاس بعدی مشارکت شرقی در سال ۲۰۱۷ قرار دارد و محور گفت‌وگوها سفر بدون ویزا خواهد بود که در اوایل سال ۲۰۱۸ آغاز می‌شود. وی بر اهمیت ارتباط بهتر ارمنستان با اتحادیهٔ اروپا تأکید کرد. سفیر همچنین اظهار داشت که تا سال ۲۰۲۰ می‌توان به اتباع ارمنستان سفر بدون ویزا به اتحادیهٔ اروپا اعطا کرد.
در تاریخ ۱۰ آوریل ۲۰۱۸ معاون وزیر امور خارجهٔ پیشین ارمنستان تأیید کرد که اتحادیهٔ اروپا به زودی یک برنامهٔ عملی را برای آغاز گفت‌وگوی آزادسازی ویزا در اختیار ارمنستان قرار می‌دهد. وزیر امور خارجه اظهار داشت: ارمنستان پیش‌تر پیش شرط‌هایی را برای آغاز گفت‌وگو در مورد آزادسازی ویزا در پیش گرفته‌است.
در تاریخ ۱ مهٔ ۲۰۱۸، نخست‌وزیر تازهٔ منصوب ارمنستان، نیکول پاشینیان اعلام کرد که شهروندان ارمنستان می‌توانند در آیندهٔ نزدیک بدون ویزا در منطقهٔ شنگن اتحادیهٔ اروپا سفر کنند. 
در ۲۴ آگوست ۲۰۱۸، آنگلا مرکل، صدراعظم آلمان در دیدار با نخست‌وزیر ارمنستان نیکول پاشینیان گفت: «شهروندان گرجستان و اوکراین برای ورود به اتحادیهٔ اروپا به ویزا احتیاج ندارند و ما برای رسیدن به آزادسازی ویزا نیاز به ویزا نداریم. همچنین ارمنستان.» 
در ۱۸ ژانویهٔ سال ۲۰۱۹ گفت‌وگو در مورد آزادسازی ویزا به عنوان بخشی از توافقنامهٔ مشارکت جامع و پیشرفتهٔ ارمنستان-اتحادیهٔ اروپا رسماً آغاز شد.

## منطقهٔ حمل و نقل هوایی مشترک ارمنستان و اتحادیهٔ اروپا
ارمنستان عضو یوروکنترل، کنفرانس هواپیمایی کشوری اروپا و شریک آژانس ایمنی حمل و نقل هوایی اروپا است. پس از امضای توافقنامهٔ جدید مشارکت ارمنستان و اتحادیهٔ اروپا در فوریهٔ ۲۰۱۷، ارمنستان مذاکرات را برای پیوستن به منطقهٔ حمل و نقل هوایی مشترک اروپا آغاز کرد. در نخستین دور مذاکرات در آوریل ۲۰۱۷، رئیس ادارهٔ هواپیمایی کشوری ارمنستان اظهار داشت که ارمنستان به پیوستن به منطقهٔ حمل و نقل هوایی مشترک اهمیت زیادی می‌بخشد و این امر به شرکت‌های هواپیمایی ارمنستان و اروپایی اجازه می‌دهد فعالیت‌های خود را بیشتر تقویت کنند و به هواپیمایی‌های اروپایی بیشتری اجازهٔ پرواز دهند. نمایندهٔ اتحادیهٔ اروپا در ایروان اظهار داشت که این توافقنامه به ارمنستان این امکان را می‌دهد که ارتباط محکمی با اروپا و جهان خارج برقرار کنند و در حالی که هزینه‌های مسافرتی را نیز کاهش می‌دهد، مسیرهای جدید سفر باز شود. پس از اتمام توافق، خطوط هوایی این فرصت را دارند که مسیرهای جدید را بدون محدودیت به کار گیرند و از فرصت‌های مساوی برای سرویس‌دهی به بازار با جمعیت ۵۰۰ میلیون نفری بهره‌مند شوند.

## تجارت ارمنستان و اتحادیهٔ اروپا
ارمنستان از طرح تجارت ترجیحی عمومی اتحادیهٔ اروپا موسوم به GSP+ سود می‌برد. این طرح اجازه می‌دهد صادرات ارمنستان با استفاده از اجازه تعلیق کامل وظیفه در حدود ۶۶٪ از کل خطوط تعرفهٔ اتحادیهٔ اروپا، دسترسی مطلوب به بازار اتحادیهٔ اروپا داشته باشد. بیش از ۹۶٪ از واردات اتحادیهٔ اروپا که واجد شرایط ترجیح GSP+ از ارمنستان باشند، در سال ۲۰۱۷ با واردات صفر وارد اتحادیهٔ اروپا شد. اتحادیهٔ اروپا بزرگ‌ترین بازار صادراتی ارمنستان است و تجارت با اتحادیه اروپا حدود ۲۶٫۷٪ از کل تجارت ارمنستان را تشکیل می‌دهد. تجارت اتحادیهٔ اروپا و ارمنستان در سال ۲۰۱۸، ۱۵٪ افزایش یافته و به ارزش کل ۱٫۱ میلیارد یورو رسیده‌است.

## کمک اتحادیهٔ اروپا به ارمنستان
اتحادیهٔ اروپا بزرگ‌ترین تأمین‌کنندهٔ پشتیبانی مالی و شریک اصلی اصلاحات در ارمنستان است. به عنوان بخشی از سیاست همسایگی اروپا، ارمنستان از کمک‌های مالی اتحادیهٔ اروپا سود می‌برد. میزان اختصاص یافته به ارمنستان بستگی به تعهد ارمنستان برای اصلاحات دارد. پیش از پرداخت پول، برخی از اهداف اصلاحات اتحادیهٔ اروپا باید برآورده شوند. میزان برنامه‌ریزی شده کمک اتحادیهٔ اروپا به ارمنستان برای دورهٔ ۲۰۱۷–۲۰۲۰ بالغ بر ۱۸۵ میلیون یورو است.

## افکار عمومی
در یک نظرسنجی افکار عمومی در دسامبر ۲۰۰۶ در ارمنستان مشخص شد که از عضویت در اتحادیهٔ اروپا استقبال می‌شود. ۶۴٪ از نمونه ۲٬۰۰۰ نفری موافق و تنها ۱۱٫۸٪ مخالف بودند. نظرسنجی دیگری که در اکتبر ۲۰۰۶ در ایروان، پایتخت ارمنستان انجام شد، حاکی از آن است که «حتی ۷۲٪ از ساکنان شهر با عقاید مختلف معتقدند که آیندهٔ کشورشان به اتحادیهٔ اروپا مربوط است و نه تحت سلطهٔ روسیه و کشورهای مستقل (CIS). هنوز هم بیش از دو سوم جمعیت این کشور معتقد بودند که ارمنستان حداقل برای سال ۲۰۱۹ آمادهٔ عضویت در اتحادیهٔ اروپا نخواهد بود.
نظرسنجی در سال ۲۰۰۷ حاکی از افزایش علاقهٔ ارمنستان به اتحادیهٔ اروپا است که ۸۰٪ از مردم ارمنستان از عضویت نهایی حمایت می‌کنند.
براساس نظرسنجی در سال ۲۰۱۲ در ارمنستان، ۵۴٪ (۲۶٪ پشتیبانی قوی + ۲۸٪ عدم حمایت) از عضویت ارمنستان در اتحادیهٔ اروپا حمایت کردند.
تصمیم ۳ سپتامبر ۲۰۱۳ ارمنستان برای پیوستن به اتحادیهٔ اوراسیا موجب بروز یکسری اعتراضات در ایروان علیه این اقدام شد، زیرا بسیاری می‌ترسیدند که روسیه تلاش کند ارمنستان را از ایجاد روابط عمیق‌تر با اتحادیهٔ اروپا متوقف سازد، درست همان‌طور که آن‌ها سعی داشتند در اوکراین انجام دهند و منجر به تظاهرات یورومیدان شد. گورگ تر گابریلیان، مدیر صندوق مشارکت اوراسیا اظهار داشت: «ما باید علیه مداخلات روسیه بجنگیم» اما او همچنین اذعان کرد که «مردم [ارمنی] تا حد زیادی از پیوستن به روسیه حمایت می‌کنند. به علاوه آن‌ها اتحادیهٔ اروپا را دوست ندارند و آن را به عنوان منبع ارزش‌های منحرف می‌بینند،» وی افزود: «آن‌ها روسیه را دوست دارند، حداقل تا آنجا که هیولایی که می‌شناسید بهتر از آن یکی است که نمی‌شناسید».
طبق نظرسنجی گالوپ در سال ۲۰۱۷ که در ارمنستان انجام شده‌است، حمایت از اتحادیه اروپا با ۲۷٫۲ درصد از افراد مورد بررسی طرفداری از اتحادیهٔ اروپا در مسیرهای توسعهٔ دیگر به‌طور چشمگیری افزایش یافته‌است.
مطابق نظرسنجی سال ۲۰۱۸ توسط پروژهٔ مشرق EU NEIGHBORS:
- احساسات طرفدار اتحادیهٔ اروپا در ارمنستان رو به افزایش است. ۴۸٪ ارمنیان تصویر مثبتی از اتحادیه اروپا دارند، همانند سال ۲۰۱۷. تعداد افراد با نظرات منفی اتحادیهٔ اروپا فقط ۸٪ است.
- ۸۰٪ ارمنیان (۴٪ در سال ۲۰۱۷) احساس می‌کنند که روابط با اتحادیهٔ اروپا خوب است، بسیار بالاتر از میانگین منطقه‌ای (۶۳٪).
- ۷۰٪ مردم در ارمنستان به اتحادیهٔ اروپا اعتماد دارند (۵٪ در سال ۲۰۱۷)، در حالی که اعتماد به اتحادیه اقتصادی اوراسیا (۴۸٪) کاهش یافته‌است.
- ۶۹٪ ارامنه (در سال ۲۰۱۷، ۴٪) از حمایت مالی اتحادیه اروپا از این کشور آگاه هستند و دو سوم احساس می‌کنند که حمایت اتحادیه اروپا مؤثر است (۶۶٪ - از ۶۲٪ در سال ۲۰۱۶ و در مقایسه با میانگین منطقه‌ای ۴۸٪). در کشورهای همسایهٔ شرقی).

### نظرات فردی
در نهایت، ارمنستان علاقه زیادی به پیوستن به اتحادیه اروپا به ویژه در بین چندین سیاستمدار برجسته ارمنی و عموم مردم در ارمنستان دارد. با این حال، رئیس‌جمهور پیشین روبرت کوچاریان گفته‌است که فعلاً ارمنستان با روسیه و CSTO گره خورده‌است و شریک باقی مانده‌اند، نه اعضای اتحادیه اروپا و ناتو. رئیس‌جمهور پیشین، سرژ سارگیسیان نیز موضع مشابهی با این موضوع اتخاذ کرده‌است.
به گفته آرتور باغداساریان، رئیس حزب حاکمیت قانون و رئیس سابق مجلس شورای ملی، عضویت ارمنستان در اتحادیه اروپا «باید یکی از اولویت‌های اصلی» سیاست خارجی فعلی و آینده این کشور باشد. باغداساریان معتقد است که «عضویت در اتحادیه اروپا راه‌های جدیدی را برای ارمنستان برای حرکت به یک محیط جدید ژئوپلیتیکی و همچنین یک فضای اقتصادی جدید باز خواهد کرد.» وی همچنین افزود که «این امکان را به ارمنستان می‌دهد تا به یک سیستم امنیتی کاملاً جدید دسترسی پیدا کنند.»
وزیر امور خارجه سابق ارمنستان، وردان اسکانیان در سال ۲۰۰۵ مجدداً تأیید کرد که: "ارمنستان اروپا است. این یک واقعیت است، پاسخی به یک سوال نیست. " توربن هولتزه، رئیس نمایندگی کمیسیون اروپا در ارمنستان و جورجیا و سفیر اتحادیه اروپا با اقامت در تفلیس، اخیراً اظهار داشت: "به عنوان یک اصل، ارمنستان یک کشور اروپایی است و مانند سایر کشورهای اروپایی به عنوان عضو اتحادیه اروپا دارای حق است، مشروط بر اینکه استانداردها و معیارهای لازم را رعایت کند. " در ۱۲ ژانویه ۲۰۰۲، پارلمان اروپا خاطرنشان کرد که ارمنستان و گرجستان ممکن است در آینده وارد اتحادیه اروپا شوند.
جان هوهانیان گفت: یک نظر کاملاً قوی در ارمنستان وجود دارد که آینده این کشور در اروپا نهفته‌است. وی گفت: «هیچ صحبتی در مورد آسیا وجود ندارد.» وی افزود: جامعه ارمنستان خود را اروپایی می‌داند و منشأ و ارزشهای اروپایی خود را جشن می‌گیرد. وی همچنین گفت ارمنستان دارای تاریخ قابل توجهی با اروپا است زیرا ارمنی‌ها از همان خانواده زبان مشابه بسیاری از زبان‌های اروپایی سرچشمه می‌گیرند.
میکائیل میناسیان، سفیر ارمنستان در بخش مقدس و مالت اظهار داشت: «ارمنستان و اروپا، مهمتر از همه، با ارزشهای مشترک ما متحد هستند. ارمنستان، آرتساخ و مردم ارمنی در سراسر جهان بخش غیر قابل انکاری از تمدن اروپا و مرز شرقی از جهان مسیحی بوده‌است».
در مارس ۲۰۱۹ طی مراسمی با اختصاص بخشی خیابان شمالی به عنوان «میدان اروپا»، آلن سیمونیان نایب رئیس پارلمان ارمنستان اظهار داشت: «طی ۲۸ سال گذشته پس از استقلال ارمنستان، به ارزشهای پان اروپایی پایبند بوده و همچنان به همکاری خود در جهت اروپا ادامه می‌دهد».
در ژوئیه سال ۲۰۱۹، رئیس‌جمهور ارمنستان ارمن سارکیسیان اظهار داشت: "ارمنستان نه تنها کشوری است که توافق نامه ای را با اتحادیه اروپا امضا کرده، بلکه کشوری است که همچنان و همیشه از لحاظ فرهنگی عمیقاً اروپایی بوده‌است؛ بنابراین، نزدیک شدن به اتحادیه اروپا برای ما بسیار طبیعی است. طی مراسمی با اختصاص بخشی خیابان شمالی به عنوان "میدان اروپا"، در دیدار با رئیس شورای اروپا، دونالد تاسک در ابروان اظهار شد: ارمنستان مهد ارزش‌های اروپا است، از دین و فرهنگ ما تا ادبیات و موسیقی ". در عوض، دونالد توسک اظهار داشت: "ارمنستان بخشی جدایی ناپذیر از خانواده و فرهنگ اروپا است. مکانی از افراد معتبر که آزادی را گرامی می‌دارند. سواناوانک بنای یادبودی است که گواهی بر اثر گذشت هزاره ارمنستان از فرهنگ اروپا دارد. ”

## احزاب سیاسی طرفدار اتحادیه اروپا
چندین حزب سیاسی در ارمنستان وجود دارد که طرفدار روابط نزدیک تر با اتحادیه اروپا یا حمایت از عضویت ارمنستان در اتحادیه اروپا هستند. این شامل:
- ارمنستان روشن، که در حال حاضر سومین حزب بزرگ در مجلس ملی ارمنستان است. این حزب طرفدار افزایش روابط با اتحادیه اروپا به سطح مشارکت استراتژیک و تجدید توافق در مورد توافق عمیق و جامع تجارت آزاد با اتحادیه اروپا است.[۶۴]
- حزب دموکرات‌های آزاد (ارمنستان)، این حزب معتقد است که ارمنستان باید عضویت خود را از اتحادیه اوراسیا خارج کند.[۶۵]
- حزب جمهوری، یک حزب طرفدار اروپایی است که با حزب دموکرات‌های آزاد اتحاد سیاسی ایجاد کرد.
- میراث (ارمنستان)، حزب طرفدار ادغام ارمنستان در اتحادیه اروپا و الحاق نهایی است.[۶۶]
- اوریناتس یرکیر. این حزب تأکید می‌کند که عضویت نهایی ارمنستان در اتحادیه اروپا باید یکی از اولویت‌های اصلی برنامه سیاسی فعلی و آینده ارمنستان باشد.[۶۷]
- حزب مردم ارمنستان، این حزب از ادغام عمیق‌تر اروپا حمایت می‌کند.[۶۸]
- اتحادیه برای تعیین خود ملی، این حزب معتقد است که پیوستن نهایی به اتحادیه اروپا منجر به حل و فصل مسالمت آمیز مناقشه قره باغ خواهد شد.[۶۹]
- حزب پان ارمنستان ساسنا تسرر، یک حزب به شدت ضد روسی که خواستار خروج ارمنستان از اتحادیه اوراسیا و سازمان پیمان امنیت جمعی است.[۷۰]

در عوض، ارمنستان مرفه اصلی‌ترین حزب یورواسکپتیک در ارمنستان است. این حزب از حفظ روابط محکم با روسیه حمایت می‌کند و در حال حاضر دومین حزب بزرگ در مجلس ملی است.

## چشم‌انداز عضویت در اتحادیه اروپا
ارمنستان از لحاظ جغرافیایی بین اروپای شرقی و آسیای غربی قرار دارد. با این حال، مانند قبرس، به دلیل ارتباط با جامعه اروپا، از طریق دیاسپورا، زبان هند و اروپایی آن و معیار مذهبی بودن مسیحی بودن، از نظر بسیاری با اروپا مرتبط در نظر گرفته شده‌است. در ۱۲ ژانویه ۲۰۰۲، پارلمان اروپا خاطرنشان کرد که ارمنستان ممکن است در آینده وارد اتحادیه اروپا شود.

## -
وزارت امورخارجه ارمنستان، با انتشار اطلاعیه ایی اعلام نموده که اتحادیه اروپا، به ارمنستان اطلاع داده‌است، که روند تصویب توافقنامه همه‌جانبه همکاری با ارمنستان، از طرف این اتحادیه و کشورهای عضو آن به پایان رسیده‌است. دراین اطلاعیه آمده‌است: این توافقنامه در نشست سران همکاری‌های شرقی، که درتاریخ ۲۴ نوامبر ۲۰۱۷، در بروکسل برپا گردیده بود، به امضا رسیده و روابط ارمنستان با اتحادیه اروپا، را در زمینه همکاریهای اقتصادی، سیاسی و بازرگانی به سطح جدیدی رسانده بود. وزارت امورخارجه ارمنستان، در اطلاعیه خود اظهار امیدواری نموده که اجرای این‌توافقنامه نتایج بسیار خوبی برای شهروندان ارمنستان قرارخواهد آورد و با اصلاحاتی که صورت خواهند گرفت، شرایط سیاسی، اقتصادی و اجتماعی ثبات و تحکیم بیشتری پیداکرده و تأثیر مثبتی در بهبود شرایط زندگی شهروندان خواهد داشت. براساس این اطلاعیه، این توافقنامه درمورد مسئله قره باغ (ارتساخ) نیز، بر حل مسئله در چارچوب گروه مینسک تأکید می‌کند. طبق این گزارش، این توافقنامه از تاریخ اول مارس ۲۰۲۱، مورد اجرا قرار خواهد گرفت.